# Adam Bartsch
Johann Adam Bernhard von Bartsch (17. srpna 1757, Vídeň – 21. srpna 1821, Vídeň) byl rakouský mědirytec, grafik a spisovatel.
Bartsch spravoval Knihovnu královského dvora ve Vídni. Mezi lery 1803 až 1821 publikoval ve francouzštině (v přibližně) 21 svazcích Le Peintre Graveur, novátorskou práci v systematickém studiu starých mistrovských děl Nizozemců, Vlámů, Němců a Italů, kteří se zabývali malbou a rytbou od 15. do 17. století. Roku 1821 také publikoval Kupferstichkunde (Umění rytectví) v němčině.
Bartsch vytvořil, co se později stalo definitivním číselným systémem, který nese jeho jméno (např. Bartsch 17 nebo B17), pro Rembrandtovy malby a plátna mnohých dalších. Tento systém se dlouho používal v následující době v odborných pracích v této oblasti. Za svůj život Bartsch vytvořil více než 500 desek se svými vlastními náměty, ale i s obrazy ostatních umělců.
Jeho termín peintre-graveur neboli malíř-rytec se stále používal k odlišení původního autora a tvůrce reprodukce, obzvláště v období starých mistrovských pláten (až do přibližně 1830).